# Музей Манега
Музей Манега (фр. Musée de Manega) — национальный музей африканского государства Буркина-Фасо.
Музей расположен в городе Ургу-Манега провинции Убритенга области Центральное Плато, в 55 километрах к северо-западу от столицы страны Уагадугу. Основан буркинийским писателем, юристом и правозащитником Титингой Фредериком Пасере. Музей презентирует культуру и историю местных народов.
Собрание музея составляют коллекции африканских музыкальных инструментов, национальной одежды, традиционных африканских масок различных народов, населяющих Буркина-Фасо. В коллекцию входят также керамические изделия (терракота) и украшения, датированные от II века; предметы быта и культуры народов, населявших и населяющих ныне долину Нигера. Вокруг выставочных павильонов установлены скульптуры местных художников; рядом также открыты для обозрения и посещения жилые и хозяйственные постройки народов моси, бобо и сенуфо.